# Nauarch
Nauarch, nauarchos (gr. ναύαρχος náuarchos, od ναῦς naus – statek i ἄρχω archo – jestem na czele, kieruję; łac. nauarchus), spol. nawarcha – w marynarkach okresu starożytności stanowisko dowódcze o zróżnicowanym znaczeniu.
W Sparcie terminem tym określano naczelnika floty pełniącego tę funkcję oficjalnie jako zastępca króla (archagetas, archagos); natomiast jego zastępcą był epistoleus. Spartański nauarcha wybierany corocznie od ok. 430 p.n.e., obejmował swój urząd jesienią i w działalności praktycznej nie podlegał żadnemu z dwóch dziedzicznych królów. 
W państwie ateńskim nazywani tak byli jedynie dowódcy (kapitanowie) tzw. statków państwowych, do których należały „Salamina”, „Paralos” i „Ammonis”. Z kolei mianowany przez dowodzącego flotą stratega dowódca ateńskiego okrętu wojennego (triery) nosił nazwę trierachy (τριήραρχος triērarchos). We flocie Aleksandra Wielkiego nauarchą był dowódca (kapitan) każdego okrętu wojennego, nazwą tą jednak obejmowano również dowódców eskadr okrętów oraz całej floty. W państwach hellenistycznych (Lagidów, Seleucydów, Antygonidów i Attalidów) nauarchos najwyższej rangi nie był urzędem stałym. Na Rodos miał szczególnie szerokie uprawnienia: wybrany na głównodowodzącego wojennej floty mógł w razie potrzeby jako pełnomocny poseł nawet zawierać wiążące międzypaństwowe układy. Ogólnie jednak w świecie greckim mianem tym zwyczajowo określano kapitanów każdej jednostki wojennej.
We flocie cesarstwa rzymskiego każdy z kapitanów okrętu (trierarchus) podlegał nauarchusowi jako dowódcy eskadry bądź flotylli, który mógł być jeszcze awansowany do rangi pierwszego nauarcha (nauarchus princeps). W III wieku zastąpiono go jednak nowo utworzoną rangą trybuna floty (tribunus classis), jako pełniącego obowiązki dowódcy flotylli, natomiast nazwa nauarcha przeszła na kapitana okrętu wojennego.  